# Malmö stads kulturpris
Malmö stads kulturpris är ett pris som delas ut en gång per år av Malmö stads kulturpriskommitté.

## Kulturpriset
Priset har delats ut årligen sedan 1985. Kommittén består av kommunfullmäktiges ordförande, förste vice ordförande, andra vice ordförande, kulturkommunalrådet, kulturnämndens ordförande och vice ordförande samt kulturdirektören. Priset består av en skulptur gjuten i silver gjord av silversmeden Magnus G:son Liedholm samt 80 000 kronor.

### Kulturstipendier
Utöver kulturpriset utdelas i maj varje år Malmö stads kulturstipendier, normalt tolv stycken per år, till kulturpersoner med anknytning till Malmö. Dessa är dels för unga kulturutövares vidare utveckling, dels för de som gjort en längre tids avtryck i Malmös kulturliv och är på 35 000 kronor vardera (2019). Dessutom utdelas årligen 2019–2028 "Kulturstipendium till minne av Gunni Johansson" à 50 000 kronor. 

## Lista över kulturpristagare
- 1985 – Einar Bager (litteratur/poesi)
- 1986 – Sixten Ehrling (musik)
- 1987 – Bo Widerberg (film)
- 1988 – Bertil Lundberg (konst)
- 1989 – Herta Wirén (litteratur/poesi)
- 1990 – Nils Poppe (teater)
- 1991 – Einar Hansen
- 1992 – Lasse Söderberg (litteratur/poesi)
- 1993 – Ola Billgren (konst)
- 1994 – Annika Heijkenskjöld (design)
- 1995 – Jacques Werup (litteratur/poesi)
- 1996 – Gunnar Ollén
- 1997 – Signe Persson-Melin (konsthantverk)
- 1998 – Jan Troell (film)
- 1999 – Anton Kontra (musik)
- 2000 – Mikael Wiehe (musik)
- 2001 – Georg Oddner (fotografi)
- 2002 – Marianne Mörck (teater)
- 2003 – C.O. Hultén (konst)
- 2004 – Björn Ranelid (litteratur)
- 2005 – Jan Malmsjö (teater)
- 2006 – Sixten Nordström (musik)
- 2007 – Anders Österlin (konst)
- 2008 – Gullan Bornemark (musik)
- 2009 – Lars Nittve (konstkritiker)
- 2010 – Nisse Hellberg (musik)
- 2011 – Gerhard Nordström (konst)
- 2012 – Katja Geiger (modedesign)
- 2013 – Julius Malmström (kultur- och nöjesarrangör)
- 2014 – Eva Rydberg (skådespelare, teaterchef)
- 2015 – Mary Andersson (författare)
- 2016 – Moomsteatern
- 2017 – Ronny Danielsson (regissör)
- 2018 – Pierre Mens (fotograf)
- 2019 – Håkan Hardenberger (musik)[1]
- 2020 – Nina Persson[2] (musik)
- 2021 – Rickard Söderberg[3] (musik)
- 2022 – Charlotte Johannesson[4] (konst)
- 2023 – Filmfestivalen BUFF[5]
- 2024 – Liv Strömquist (serietecknare)[6]
- 2025 – Mouhamad Keblawi (grundare av Malmö Arab Film Festival)[7]